# 川嶋紀子
川嶋紀子（1907年（明治四十年） - 2002年（平成十四年）12月10日），是日本皇室秋篠宮妃紀子的祖母，悠仁親王的曾祖母。畫家。
紀子是池上四郎妻子浜的六女，於大阪市出生。紀子父親是大阪市市長。1923年（大正十二年）大阪府立清水谷高等女學校畢業。1927年（昭和二年）結婚川嶋孝彦日本内閣統計局局長。1940年出生長子川嶋辰彦。辰彦是學習院大學教授，秋篠宮妃紀子的父親。

## 資料來源
- （日語）川嶋紀子　雲の絵美術館[永久]